# Messanges (Landes)
Messanges è un comune francese di 1 026 abitanti situato nel dipartimento delle Landes nella regione della Nuova Aquitania.

## Società

### Evoluzione demografica
Abitanti censiti